# Shinichi Osawa
Shinichi Osawa (大沢 伸一 Ōsawa Shin'ichi, Kioto, Japón, 7 de febrero de 1967), bajista y compositor, conocido durante un periodo de su carrera como líder del grupo Mondo Grosso, es un artista del sello discográfico "Rhythm Zone". Previamente había firmado con Sony Music y grabado varios álbumes bajo el nombre de 'Mondo Grosso' que, en portugués significa "mundo grande", un idioma que utiliza en algunas de sus canciones junto al japonés, como en "Maigo no Astronauta". Ha interpretado acid jazz y house, con poderosas influencias del underground de los clubs de baile, evolucionando su trabajo reciente hacia el electro house. HMV Japón ha situado a Mondo Grosso en el puesto #95 de su "Top 100 of Japanese Pop Artists".

## Historial
Formó el grupo "Mondo Grosso" en 1991, obteniendo una rápida repercusión. En 1995, el grupo se disgregó, y Osawa trabajó en solitario, colaborando con artistas como Monday Michiru, Amel Larrieux, UA, Chara, Dragon Ash o Ayumi Hamasaki. En 1997, se convierte en productor, publicando un disco de R&B y acid jazz, denominado "Closer", bajo el nombre de su antigua banda. En 1999, ficha para Sony Music

## Discografía

### Miniálbumes
| 1993 | Marble                        |
| 1994 | Invisible Man                 |
| 1995 | Pieces From the Editing Floor |

### Álbumes con Mondo Grosso
| 1993 | Mondo Grosso Etc. |
| 1995 | Born Free         |

### Álbumes como solista
| 1998 | Closer    |
| 2000 | MG4       |
| 2003 | Next Wave |
| 2007 | The One   |
| 2010 | SO2       |

### Álbumes en directo
| 1995 | The European Expedition           |
| 2004 | "Live on the Next Wave (1 and 2)" |

### Álbumes de remix
| 1996 | Diggin' Into The Real                 |
| 1998 | The Man From The Sakura Hills         |
| 2000 | Mondo Grosso Best Remixes             |
| 2001 | MG4R                                  |
| 2003 | Henshin                               |
| 2008 | The One+                              |
| 2009 | TEPPAN-YAKI - A Collection of Remixes |

### Sencillos
| 1995 | "Oh Lord, Let Me do No Wrong"                             |
| 1995 | "Family"                                                  |
| 1997 | "Laughter in The Rain"                                    |
| 1997 | "Everyday Life/Thing Keep Changin"'                       |
| 2000 | "Life" (interpretado por Bird)                            |
| 2000 | "Butterfly"                                               |
| 2000 | "Now You Know Better"                                     |
| 2001 | "Don't Let Go"                                            |
| 2002 | "Blz"                                                     |
| 2002 | "Everything Needs Love" (interpretado por BoA)            |
| 2003 | "Shinin'"                                                 |
| 2003 | "Hikari" (光? Light)                                      |
| 2007 | "Our Song"                                                |
| 2008 | "Star Guitar" (versión del tema de The Chemical Brothers) |
| 2008 | "Push"                                                    |
| 2008 | "Main Street Electrical Parade"                           |
| 2009 | "EEAA"                                                    |
| 2009 | "Love Will Guide You"                                     |
| 2010 | "Singapore Swing" (con Paul Chambers)                     |
| 2011 | "H.O.W.L" (con BeatauCue)                                 |
| 2023 | "YAZAWA" (con MORI)                                       |

### Recopilatorios
| 2000 | Sakurahills Disco 3000        |
| 2004 | Make the Style 'drivin' slow' |
| 2009 | Teppan Yaki                   |

### Mixes
| 2003 | Fearless"THE HOUSE"         |
| 2004 | Mix the Vibe～STREET KING～ |
| 2005 | Fearless 4/4 Rockers        |
| 2006 | Kitsune Udon                |

### Remixes
| 1998 | Soul II Soul - "I Feel Love" (Mondo Grosso Remix)                                            |
| 1999 | Towa Tei - "Funkin' For Jamaïca"                                                             |
| 2000 | Jackson 5 - "Never Can Say Goodbye"                                                          |
| 2001 | Basement Jaxx - "Romeo"                                                                      |
| 2002 | Earth, Wind & Fire - "Brazilian Rythm"                                                       |
| 2002 | Jamiroquai - "Love Foolosophy" (Mondo Grosso Mix)                                            |
| 2003 | Archie Shepp - "Blues For Brother George Jackson"                                            |
| 2003 | Fantastic Plastic Machine - "Euphoria" (Mondo Grosso Mix)                                    |
| 2003 | Tim Deluxe - "Mundaya" (Mondo Grosso Mix)                                                    |
| 2004 | G.Rina - "Wandering Ballon"                                                                  |
| 2005 | Rosso - "1000 Tambourine" / "'Saxophone Baby'"                                               |
| 2006 | Christopher & Raphael Just - "Popper"                                                        |
| 2006 | Plaid - "White's Dream"                                                                      |
| 2006 | Anna Tsuchiya - "Ah Ah"                                                                      |
| 2006 | Earth, Wind & Fire / Fatboy Slim vs. ATFC - "September / The Joker" (Shinichi Osawa Mash up) |
| 2007 | Boys Noize - "Feel Good (TV = OFF)"                                                          |
| 2007 | Mighty Dub Kats - "Magic Carpet Ride 07'"                                                    |
| 2007 | 鉄コン筋クリート - "White's Dream"                                                           |
| 2007 | Digitalism - "Pogo"                                                                          |
| 2007 | Clazziquai Project - "Prayers"                                                               |
| 2007 | Bunny Lake - "Strobe Love"                                                                   |
| 2007 | Kap10Kurt - "Dangerseekers"                                                                  |
| 2007 | Thomas Anderson - "Washing Up"                                                               |
| 2008 | Ayumi Hamasaki - "Startin"                                                                   |
| 2008 | Felix da Housecat - "Radio"                                                                  |
| 2008 | Rubies - "Stand In A Line"                                                                   |
| 2008 | TVMR - "Bowie In The Bronx"                                                                  |
| 2008 | De De Mouse - "Light Night Dance"                                                            |
| 2008 | The Subs - "Papillon"                                                                        |
| 2008 | MINMI - "Perfect Vision"                                                                     |
| 2008 | Popular Computer - "Lost & Found"                                                            |
| 2008 | The Whip - "Blackout"                                                                        |
| 2008 | Cazals - "Poor Innocent Boys"                                                                |
| 2008 | Alex Gopher - "Aurora"                                                                       |
| 2009 | Bag Raiders - "Turbo Love"                                                                   |
| 2009 | Van She - "Kelly"                                                                            |
| 2009 | Girl Next Door - "情熱の代償"                                                                |
| 2009 | DJ Ozma - "Masurao"                                                                          |
| 2009 | Lost Valentinos - "Thief"                                                                    |
| 2009 | The Young Punx - "Rock Star"                                                                 |
| 2009 | Hac Mac - "B B Girls B B Boys"                                                               |
| 2009 | Benny Benassi vs. Iggy Pop - "Electro Sixteen"                                               |
| 2010 | Fischerspooner - "Infidels Of The World Unite"                                               |
| 2011 | Vandroid - "We Exist"                                                                        |
| 2011 | Ayumi Hamasaki - "Appears"                                                                   |
| 2012 | Étienne de Crécy - "Am I Wrong"                                                              |
| 2012 | The Sneekers - "Poly Poly"                                                                   |